# Strage degli Innocenti (Caroto)
Strage degli Innocenti, è un dipinto del pittore veronese Giovan Francesco Caroto conservato presso il Accademia Carrara di Bergamo.